# Могила Роберта и Олав Баден-Пауэлл
Могила лейтенант-генерала Роберта Баден-Пауэлла и его жены Олав Баден-Пауэлл — национальный памятник Кении, расположенный в Ньери, невдалеке от горы Кения.
Лорд Баден-Пауэлл, кавалер Ордена Британской империи, выбрал Кению в качестве своего последнего дома из-за политической ситуации в Европе. Он умер 8 января 1941 года и похоронен на кладбище Святого Петра в природном парке Ваджи.. На его могильном камне изображен знак в виде круга с точкой в центре, обозначающий «Идти домой» (англ. Going home) или «Я ушел домой»  (англ. I have gone home)..
Когда умерла его жена, леди Баден-Пауэлл, её пепел был отправлен в Кению и захоронен рядом с прахом мужа. Кения объявила могилу Баден-Пауэлла национальным памятником.